# Deportes Puerto Montt
Der Club de Deportes Puerto Montt ist ein chilenischer Fußballverein aus Puerto Montt. Der Verein wurde 1983 gegründet und trägt seine Heimspiele im Estadio Regional de Chinquihue aus, das Platz für 6.000 Zuschauer bietet. Deportes Puerto Montt spielt derzeit in der Primera División B, der zweithöchsten Spielklasse in Chile.

## Geschichte
Der Verein Deportes Puerto Montt wurde am 6. Mai 1983 in der Stadt Puerto Montt, mit heutzutage etwa 175.000 Einwohnern im Süden Chiles gelegen, gegründet. Die ersten Jahre seines Bestehens verbrachte der neu gegründete Verein mit einem raschen Aufstieg, der 1990 beinahe mit dem Sprung in die Primera División geendet wäre. Durch den zweiten Platz in der Primera División B, damals noch unter dem Namen Segunda División laufend, verpasste man den erstmaligen Aufstieg in die höchste Spielklasse aber knapp. Dies gelang dann 1996, Deportes Puerto Montt konnte sich in der Folge vier Spielzeiten lang von 1997 bis 2000 in der Primera División halten. Besonders hervorzuheben ist dabei ein achter Platz in der Saison 1998, was die bis heute beste Platzierung von Deportes Puerto Montt in der chilenischen Primera División darstellt.
In der Primera División 2000 ereilte Deportes Puerto Montt dann aber wieder der Abstieg in die Primera División B, wo man danach zwei Jahre verbrachte, ehe man sich als Meister eben jener Liga in der Saison 2002 wieder für den Spielbetrieb der ersten chilenischen Liga qualifizierte. Diesmal waren es gar fünf Spielzeiten, die Deportes Puerto Montt zwischen 2003 und 2007 in der Primera División verbrachte, es sprangen aber keine Ergebnisse heraus, die heranreichen konnten an den achten Platz aus der Saison 1998, der weiterhin die beste Platzierung des Vereins in der Primera División bleiben sollte. 2007 belegte man dann den letzten Platz in der Abstiegstabelle und musste den Gang zurück in die Zweitklassigkeit antreten. Bis heute konnte sich Deportes Puerto Montt von diesem Abstieg nicht wieder erholen und schaffte noch nicht wieder die Rückkehr aufs höchste Level des chilenischen Vereinsfußballs. Man spielte seit 2008 in der Primera División B. 2012 ereilte Deportes Puerto Montt dann sogar der Abstieg aus dieser Liga, sodass der Klub nur mehr in der Segunda División, der dritthöchsten Spielklasse Chiles antrat. 2015 stieg der Verein als Meister aber wieder in die Zweitklassigkeit auf.

## Erfolge
- Chilenische Zweitligameisterschaft: 1× (2002)

## Bekannte Spieler
- Luis Mena, 1999 bis 2014 bei CSD Colo-Colo unter Vertrag und zudem einfacher chilenischer Nationalspieler, 2001 kurzzeitig an Puerto Montt ausgeliehen
- Esteban Paredes, 42-facher chilenischer Nationalspieler in Diensten von Colo-Colo, zwischen 2002 und 2003 von Santiago Morning an Deportes Puerto Montt ausgeliehen
- Nelson Tapia, 73-facher chilenischer Internationaler und WM-Teilnehmer von 1998, lange Zeit bei O’Higgins Rancagua und Universidad Católica, 2001 ein Jahr in Puerto Montt unter Vertrag

## Bekannte Trainer
- Vladimir Bigorra, Teilnehmer an der Fußball-Weltmeisterschaft 1982 als Spieler, 2000 bis 2001 anderthalb Jahre lang Verantwortlicher an der Seitenlinie in Puerto Montt
- Sergio Navarro, in seiner aktiven Zeit Teilnehmer an der Weltmeisterschaft 1962 im eigenen Land, später als Coach 1983 bis 1984 erster Trainer überhaupt von Deportes Puerto Montt
- Jorge Socías, als Spieler durchaus erfolgreich und WM-Teilnehmer von 1974, später Trainer unter anderem bei Universidad de Chile und Cobreloa, 1987 in Puerto Montt
- Francisco Valdés, langjähriger Kapitän der chilenischen Nationalmannschaft und von Colo-Colo, 1993 bis 1994 Coach bei Deportes Puerto Montt